# Campeonato Amazonense 2013
In 2013 werd het 97ste Campeonato Amazonense gespeeld voor clubs uit Braziliaanse staat Amazonas. De competitie werd georganiseerd door de FAF en werd gespeeld van 16 februari tot 26 mei. Princesa do Solimões werd kampioen. 

## Eerste Toernooi

### Eerste fase

#### Groep 1
| Plaats | Club                 | Wed. | W | G | V | Saldo | Ptn. |
| ------ | -------------------- | ---- | - | - | - | ----- | ---- |
| 1.     | São Raimundo         | 4    | 2 | 2 | 0 | 5:3   | 8    |
| 2.     | Princesa do Solimões | 4    | 2 | 1 | 1 | 6:2   | 7    |
| 3.     | Nacional             | 4    | 2 | 0 | 2 | 7:4   | 6    |
| 4.     | Sul América          | 4    | 1 | 1 | 2 | 7:12  | 4    |
| 5.     | Rio Negro            | 4    | 1 | 0 | 3 | 2:6   | 3    |

|  | Gekwalificeerd voor tweede fase |

#### Groep 2
| Plaats | Club       | Wed. | W | G | V | Saldo | Ptn. |
| ------ | ---------- | ---- | - | - | - | ----- | ---- |
| 1.     | Penarol    | 4    | 3 | 1 | 0 | 20:4  | 10   |
| 2.     | Fast Clube | 4    | 3 | 0 | 1 | 8:8   | 9    |
| 3.     | Holanda    | 4    | 1 | 1 | 2 | 7:8   | 4    |
| 4.     | Iranduba   | 4    | 1 | 1 | 2 | 7:13  | 4    |
| 5.     | Tarumã     | 4    | 0 | 1 | 3 | 5:14  | 1    |

|  | Gekwalificeerd voor tweede fase |

### Tweede fase
|  | Halve finale | Halve finale | Halve finale |   |          | Finale | Finale | Finale |
|  |              |              |              |   |          |        |        |        |
|  | Princesa     | 1            | 0            |   |          |        |        |        |
|  | Penarol      | 0            | 0            |   |          |        |        |        |
|  | Penarol      | 0            | 0            |   | Princesa | 2      | 3      |        |
|  |              |              |              |   | Princesa | 2      | 3      |        |
|  |              | Fast Clube   | 0            | 4 |          |        |        |        |
|  | Fast Clube   | Fast Clube   | 0            | 4 | 1        | 2      |        |        |
|  | Fast Clube   |              |              |   | 1        | 2      |        |        |
|  | São Raimundo | 1            | 1            |   |          |        |        |        |

## Tweede toernooi

### Eerste fase

#### Groep 1
| Plaats | Club                 | Wed. | W | G | V | Saldo | Ptn. |
| ------ | -------------------- | ---- | - | - | - | ----- | ---- |
| 1.     | Princesa do Solimões | 5    | 4 | 0 | 1 | 11:4  | 12   |
| 2.     | Nacional             | 5    | 3 | 1 | 1 | 7:2   | 10   |
| 3.     | Sul América          | 5    | 1 | 3 | 1 | 4:7   | 6    |
| 4.     | Rio Negro            | 5    | 1 | 1 | 3 | 2:8   | 4    |
| 5.     | São Raimundo         | 5    | 0 | 2 | 3 | 6:10  | 2    |

|  | Gekwalificeerd voor tweede fase |

#### Groep 2
| Plaats | Club       | Wed. | W | G | V | Saldo | Ptn. |
| ------ | ---------- | ---- | - | - | - | ----- | ---- |
| 1.     | Penarol    | 5    | 3 | 1 | 1 | 9:5   | 10   |
| 2.     | Fast Clube | 5    | 2 | 3 | 0 | 6:1   | 9    |
| 3.     | Iranduba   | 5    | 2 | 0 | 3 | 7:6   | 6    |
| 4.     | Holanda    | 5    | 1 | 2 | 2 | 4:6   | 5    |
| 5.     | Tarumã     | 5    | 1 | 1 | 3 | 5:12  | 4    |

|  | Gekwalificeerd voor tweede fase |

### Tweede fase
|  | Halve finale | Halve finale | Halve finale |   |          | Finale | Finale | Finale |
|  |              |              |              |   |          |        |        |        |
|  | Nacional     | 3            | 4            |   |          |        |        |        |
|  | Penarol      | 0            | 0            |   |          |        |        |        |
|  | Penarol      | 0            | 0            |   | Nacional | 4      | 0      |        |
|  |              |              |              |   | Nacional | 4      | 0      |        |
|  |              | Princesa     | 2            | 0 |          |        |        |        |
|  | Fast Clube   | Princesa     | 2            | 0 | 1        | 1      |        |        |
|  | Fast Clube   |              |              |   | 1        | 1      |        |        |
|  | Princesa     | 2            | 1            |   |          |        |        |        |

## Finale
|             |            |       |                                          |                          |
| 19 mei Heen | Nacional   | 1 – 3 | Princesa                                 | Roberto Simonsen, Manaus |
| 19 mei Heen | Felipe 27' |       | 2' (own) Morisco 15' Toró 90+1' Delciney | Roberto Simonsen, Manaus |

|              |               |                          |          |                       |
| 26 mei Terug | Princesa      | 0 – 2                    | Nacional | Gilbertão, Manacapuru |
| 26 mei Terug |               | 28' Garanha 44' Leonardo |          | Gilbertão, Manacapuru |
| 26 mei Terug | Strafschoppen |                          |          | Gilbertão, Manacapuru |
| 26 mei Terug | 7 - 6         |                          |          | Gilbertão, Manacapuru |

### Kampioen
| Campeonato Amazonense de 2013            |
| Amazonas                                 |
| ---------------------------------------- |
| PRINCESA DO SOLIMÕES Kampioen (1° titel) |